# Nicholas Patrick
Nicholas James MacDonald Patrick dr. (Saltburn, Skócia, 1964. november 19. –) brit–amerikai mérnök amerikai űrhajós. Az 5. angol születésű űrhajós.

## Életpálya
1986-ban a Cambridge-i Egyetemen gépészmérnöki oklevelet szerzett, ugyanitt 1990-ben doktorált (Ph.D.). Egyetemi évei alatt a Royal Air Force a Cambridge-i Egyetemen Air Squadron keretében szerzett repülőgép vezetői jogosítványt. A General Electric keretében mérnök. 1990-ben és 1996-ban a Massachusetts Institute of Technology (MIT) keretében megvédte doktori címét. 1994-ben lett amerikai állampolgár. 1996-tól a Boeing Commercial Airplane Group (Seattle) tudós mérnöke. Több mint 2300 órát tartózkodott a levegőben, több mint 20 fajta repülőgépen és helikopteren szolgált, több mint 800 órát pilóta oktatóként tevékenykedett.
1998. június 4-től a Lyndon B. Johnson Űrközpontban részesült űrhajóskiképzésben. Kiképzett űrhajósként tagja volt az STS–123 és az STS–124 küldetés támogató (tanácsadó, problémamegoldó) csapatának. 2004-ben a NEEMO 6, 2007-ben a NEEMO 13 víz alatti kísérletben 10-10 napot töltött. Két űrszolgálata alatt összesen 26 napot, 14 órát és 50 percet (638 óra) töltött a világűrben. Három űrséta (kutatás, szerelés) alatt összen 18 órát töltött a világűrben. Űrhajós pályafutását 2012. május 31-én fejezte be.

## Űrrepülések
- STS–116 a Discovery űrrepülőgép 33., repülésének küldetésfelelőse. Az ISS építéséhez szállítottak rácsszerkezetet (P5). Az első űrsétával (kutatás, szerelés) az űrsikló rakteréből kiemelték, helyére illesztették az építést segítő hordozóeszközt. A második űrséta alatt a villamosenergia-rendszer újrahuzalozását végezték. A harmadikon az egyik napelem visszahúzó rendszerét javították meg. A nem tervezett negyedik technikai helyreállítási művelet volt Első űrszolgálata alatt összesen 12 napot, 20 órát és 44 percet (308 óra) töltött a világűrben. 8 500 000 kilométert (5 300 000 mérföldet) repült, 170 alkalommal kerülte meg a Földet.
- STS–130, az Endeavour űrrepülőgép 24., repülésének küldetésfelelőse. Legfőbb feladatuk a Tranquility modul és a Kupola feljuttatása a Nemzetközi Űrállomásra. Második űrszolgálata alatt összesen 13 napot, 18 órát és 6 percet (330 óra) töltött a világűrben. 9 250 000 kilométert (5 700 000 mérföldet) repült, 217 alkalommal kerülte meg a Földet.